# Семпоала

Местонахождение Семпоалы

Семпоала (аст. Cempoala/Zempoala, дословно — «пять вод», из-за наличия многочисленных древних каналов и акведуков) — мезоамериканский археологический памятник культуры тотонаков. Находится на территории штата Веракрус в Мексике, примерно в 350 км от Мехико.
Поселение возникло на рубеже н. э. Древнейшие памятники демонстрируют влияние ольмеков. Во времена тотонаков, населявших город незадолго до прихода испанцев, его население составляло 25—30 тыс. человек.
Прибывшие в эти места конкистадоры во главе с Эрнаном Кортесом заключили союз с местными тотонаками против ацтеков, между которыми с начала XV века велась длительная война.
В те времена Семпоала была процветающим городом. Это был важный религиозный и торговый центр в восточной части Мексики. Испанцы прозвали Семпоалу «Порочный город» из-за многочисленных фестивалей и огромных садов, имеющихся в городе, несмотря на жизнерадостный характер обитателей. Позднее город также называли «Новая Севилья» по ассоциации с испанским городом.
После победы Кортеса и установления контроля над Новой Испанией тотонаки подверглись репрессиям. Их насильственно выселяли из города, обращали в рабство для работы на сахарных плантациях, принудили принять христианство.
В 1575—1577 годах здесь вспыхнула эпидемия оспы, вскоре после чего, около 1600 года, город был окончательно заброшен. Остатки населения переселились в Шалапу, а Семпоала была забыта вплоть до её открытия археологом Франсиско дель Пасо-и-Тронкосо. Местность постепенно была заселена новыми жителями.

## Галерея
| - Пирамида в Семпоале - Общий вид Семпоалы - Находки в Семпоале |